# Lavaveix-les-Mines
Lavaveix-les-Mines (La Vavetz în limba occitană) este o comună în departamentul Creuse din centrul Franței. În 2009 avea o populație de 764 de locuitori.

## Evoluția populației
| An        | 1975  | 1982 | 1990 | 1999 | 2006 | 2009 |
| --------- | ----- | ---- | ---- | ---- | ---- | ---- |
| Populație | 1.043 | 989  | 964  | 838  | 839  | 764  |